# Сан Систо (Пезаро и Урбино)
Сан Систо је насеље у Италији у округу Пезаро и Урбино, региону Марке.
Према процени из 2011. у насељу је живело 222 становника. Насеље се налази на надморској висини од 618 м.